# Bundjalung National Park
Bundjalung National Park är en park i Australien. Den ligger i delstaten New South Wales, i den sydöstra delen av landet, omkring 540 kilometer norr om delstatshuvudstaden Sydney. Bundjalung National Park ligger 7 meter över havet.
Trakten är glest befolkad. Närmaste större samhälle är Yamba, omkring 12 kilometer söder om Bundjalung National Park. 
I omgivningarna runt Bundjalung National Park växer i huvudsak städsegrön lövskog. Genomsnittlig årsnederbörd är 1 445 millimeter. Den regnigaste månaden är januari, med i genomsnitt 220 mm nederbörd, och den torraste är oktober, med 28 mm nederbörd.